# 曼克頓花園
曼克頓花園（英語：The Manhattan）位於香港島大潭道33號，為南區大型的出租住宅屋苑，發展商為萬泰製衣，仍持半數及全部權益。

## 單位
住宅由5座住宅大樓組成，共有312個住宅單位，面積從兩臥室到四個臥室不等。每個住宅單位設落地大窗，附有露台，可置身室外一邊觀景，一邊吹風，與大潭灣為伴。部分單位曾在2001年由業主斥資88至140萬元重新裝修吸引國際企業租戶。

## 設施
屋苑內有室內外游泳池、網球場、壁球室、健身室、桑拿及蒸氣浴室。

## 重大事件
- 2010年10月25日：一輛曼克頓花園住客專車于當日早上接載住客返回屋苑，路經赤柱村道一個上斜彎位時，司機報稱突然頭暈，車輛失控越過對面行車線再衝出路面跌落兩米下山坡，幸被山坡大樹阻擋未有繼續墮下。意外中車上司機及住客共八人嚴重受傷，現場多名地盤工人合力將傷者救上路面。[5]
- 2011年8月5日：K座10樓單位昨晨發生火警，當時屋內的抽濕機無故起火，住客走出屋外求救。[6]
- 2017年12月4日：C座一個單位被爆竊，一名女戶主由外地返港入屋發現一片凌亂，夾萬被撬開，有約折合約1萬港元的外幣，以及一隻約值4萬元的卡地亞手錶。案件交由西區警區刑事調查隊跟進，暫未有人被捕。[7]

## 鄰近地方
- 美國會所
- 龜背灣沙灘
- 浪琴園
- Blue Water(住宅)